# Its Séries (2009)
Its Séries era uma Série Brasileira de televisão exibida todos os sábados na RIC TV às 11:30 em Santa Catarina. A estréia ocorreu no dia 28 de Fevereiro de 2009, substituindo o Its Verão. A série foi encerrada devido a uma necessidade de mudança de rumos dos produtores. O último episódio da série foi ao ar no dia 26 de Dezembro de 2009.

## Produção
As filmagens ocorrem ambientadas em ambientes conhecidos de Florianópolis.

## Enredo
O seriado se baseava em situações comuns do cotidiano de estudantes, em sua maioria de segundo grau. Além da história principal de cada série de episódios, todo programa possuía intervenções em entrevistas reais realizadas com estudantes do público-alvo em colégios do estado de Santa Catarina. Também existiam intervenções de personagens cômicos que são representações de estereótipos do dia-a-dia.

## Episódios
No total 35 episódios foram ao ar durante 6 temporadas.

## Encerramento
No dia 28 de Fevereiro de 2010, a série foi substituída por um novo enredo mas mantendo o nome. No entanto nada foi comentado sobre alguns fatos que ficaram pendentes da série e nada indicava que o último episódio exibido seria no entanto, o encerramento do enredo.
Na comunidade oficial da série, o diretor e roteirista do programa descreve textualmente o futuro dos personagens.

## Ligações Externas
- Its Séries na RIC Record
- Its Séries no Portal Its